# Марк Помпоний (трибун 167 пр.н.е)
Вижте пояснителната страница за други личности с името Марк Помпоний.
Марк Помпоний (на латински: Marcus Pomponius) е политик на Римската република през 2 век пр.н.е.

## Политическа кариера
През 167 пр.н.е. той е народен трибун. С колегата си Марк Антоний той е в опозиция към претора Марк Ювенций Тална, който обявил война на Родос.
През 161 пр.н.е. е претор и пише декрет до Сената, с който се изгонват философите и реториците от Рим.